# La odisea de los giles
La odisea de los giles is een Argentijnse film uit 2019, geregisseerd door Sebastián Borensztein. De film is gebaseerd op het boek La noche de la Usina van de Argentijnse schrijver Eduardo Sacheri.

## Verhaal
De film speelt zich af tijdens de Argentijnse economische crisis. Een groep buurtgenoten bedenkt een plan om het geld terug te krijgen dat ze hebben verloren nadat de lokale bankdirecteur en een corrupte advocaat het hebben gestolen.

## Rolverdeling
| Acteur               | Personage        |
| -------------------- | ---------------- |
| Ricardo Darín        | Fermín Perlassi  |
| Luis Brandoni        | Antonio Fontana  |
| Chino Darín          | Rodrigo Perlassi |
| Verónica Llinás      | Lidia Perlassi   |
| Daniel Aráoz         | Rolo Belaúnde    |
| Carlos Belloso       | Atanasio Medina  |
| Rita Cortese         | Carmen Largio    |
| Andrés Parra         | Fortunato Manzi  |
| Marco Antonio Caponi | Hernán           |

## Ontvangst

### Recensies
Op Rotten Tomatoes geeft 100% van de 17 recensenten de film een positieve recensie, met een gemiddelde score van 6,94/10.

### Prijzen en nominaties
De film won 2 prijzen en werd voor 4 andere genomineerd. Een selectie:
| Jaar | Evenement                   | Categorie                    | Genomineerde           | Resultaat |
| ---- | --------------------------- | ---------------------------- | ---------------------- | --------- |
| 2020 | Premios Goya (34ste editie) | Beste Ibero-Amerikaanse film | La odisea de los giles | Gewonnen  |